# Anatina anatina
Anatina anatina är en musselart som först beskrevs av Lorenz Spengler 1802.  Anatina anatina ingår i släktet Anatina och familjen Mactridae. Inga underarter finns listade i Catalogue of Life.